# 윤중환
윤중환(尹重宦, 1990년 9월 7일 ~ )는 KBO 리그 前 SK 와이번스, 한화 이글스의 외야수이다.

## SK 와이번스시절
2009년에 입단한 후 7년차인 2015년 6월 28일에는 자신의 데뷔 첫 홈런을 달성하였다. 그리고 그 시즌 SK 와이번스에서 방출당하게 된다.

## 한화 이글스시절
SK 와이번스에서 방출 통보를 받은 뒤 2016년에 이적하였으나, 2016년 6월 17일 육성선수 신분이었던 지성준을 정식선수로 등록하면서 웨이버 공시되어 다시 방출됐다.

## 출신학교
- 화곡초등학교
- 양천중학교
- 성남고등학교